# Betânia Almeida
Maria Betânia Almeida Medeiros (Campina Grande, 25 de maio de 1974), mais conhecida como Betânia Almeida, é uma advogada, empresária e política brasileira. É deputada estadual pelo estado de Roraima, compondo a 8.ª legislatura, filiada ao Partido verde.